# Michele Gaia
Michele Gaia (* 27. August 1985 in Brescia) ist ein ehemaliger italienischer Straßenradrennfahrer.

## Sportliche Laufbahn
Michele Gaia wurde 2006 Zweiter bei dem Zeitfahren Cronoscalata Gardone V.T. Im Jahr darauf wurde er in Genua italienischer Vizemeister im Straßenrennen der U23-Klasse. 2008 gewann er den Giro della Valle d’Aosta. 2011 beendete er seine Radsportlaufbahn.

## Erfolge
2008
- Gesamtwertung Giro della Valle d’Aosta

## Teams
- 2008 Barloworld (Stagiaire)
- 2009 CSF Group-Navigare
- 2010 Colnago-CSF Inox
- 2011 Miche-Guerciotti